# Ernesto Augusto, Eleitor de Hanôver
Ernesto Augusto (em alemão: Ernst August von Braunschweig-Calenberg; Herzberg am Harz, 20 de novembro de 1629 – Hanôver, 23 de janeiro de 1698) foi Duque de Brunsvique-Luneburgo e Príncipe de Callenberg. Em 1692 ele foi nomeado Eleitor de Hanôver. Ele também foi Príncipe-Administrador de Osnabruque.

## Biografia
Ernesto Augusto era filho de Jorge de Brunsvique-Luneburgo e de Ana Leonor de Hesse-Darmstadt. Ele nasceu como quarto filho e sexta criança. Seus avós paternos foram Guilherme de Brunsvique-Luneburgo e Doroteia da Dinamarca. Seus avós maternos foram Luís V de Hesse-Darmstadt e Madalena de Brandemburgo.
Como o quarto filho, ele teria poucas chances de suceder seu pai como governante, e assim, em 1662, seus parentes o nomearam administrador de Osnabruque, de acordo com a Paz de Vestfália, cada segundo do incumbente do Bispado de Osnabruque era para ser nomeado pelo duques de Brunsvique-Luneburgo. No entanto, após dois de seus irmãos mais velhos terem morrido sem filhos homens, Ernesto Augusto herdou parte dos territórios de seu pai em 1679, ou seja, Calenberg (incluindo Gotinga).
Em 1683, contra os protestos de seus cinco filhos mais novos, Ernesto Augusto instituiu a primogenitura masculina, de modo que seu território não é subdividido após sua morte, e também como uma pré-condição para a obtenção do cobiçado eleitorado. Ele participou na Grande Guerra Turca do lado de Leopoldo I, Sacro Imperador Romano-Germânico. Em 1692, foi nomeado príncipe-eleitor pelo imperador, no entanto, o eleitorado não entrou em vigor até 1708. Ernesto Augusto morreu em 1698 em Herrenhausen, na cidade de Hanôver, e foi sucedido como duque por seu filho mais velho Jorge Luís, que mais tarde também se tornou rei da Grã-Bretanha.

## Casamento
Ernesto Augusto se casou em 30 de setembro de 1658 com Sofia de Hanôver, que antes do casamento era conhecida como Sofia, Princesa Palatina do Reno. Sofia seria a herdeira da rainha Ana do Reino da Grã-Bretanha, por ser protestante e neta de Jaime I, mas ela veio a falecer antes da monarca britânica.
Brasões

## Descendência
| Nome                                          | Nascimento             | Morte                  | Notas                                                                  |
| --------------------------------------------- | ---------------------- | ---------------------- | ---------------------------------------------------------------------- |
| Com Sofia de Hanôver                          |                        |                        |                                                                        |
| Jorge I da Grã-Bretanha                       | 28 de maio de 1660     | 11 de junho de 1727    | Casou-se com Sofia Doroteia de Brunsvique-Luneburgo, com descendência. |
| Frederico Augusto de Brunsvique-Luneburgo     | 03 de agosto de 1661   | 31 de dezembro de 1690 |                                                                        |
| Maximiliano Guilherme de Brunsvique-Luneburgo | 13 de dezembro de 1666 | 16 de julho de 1726    |                                                                        |
| Sofia Carlota de Hanôver                      | 30 de outubro de 1668  | 1 de fevereiro de 1705 | Casou-se com Frederico I da Prússia, com descendência.                 |
| Carlos Filipe de Brunsvique-Luneburgo         | 03 de outubro de 1669  | 31 de dezembro de 1690 |                                                                        |
| Cristiano Henrique de Brunsvique-Luneburgo    | 19 de setembro de 1671 | 31 de julho de 1703    |                                                                        |
| Ernesto Augusto, Duque de Iorque e Albany     | 07 de setembro de 1674 | 14 de agosto de 1728   | Soldado britânico, nunca se casou.                                     |
| Com Clara Elisabeth von Platen                |                        |                        |                                                                        |
| Ernesto Augusto von Platen                    | 1674                   | 1726                   |                                                                        |
| Sofia Carlota von Oeynhausen                  | 10 de abril de 1675    | 1 de maio de 1725      | Casou-se com João Adolfo, Barão de Kielmansegg, com descendência.      |